# Hațeg
Hațeg é uma cidade da Romênia com 12.507 habitantes, localizada no distrito de Hunedoara.